# 교정시설경비교도대
교정시설경비교도대(矯正施設警備矯導隊) 또는 법무부 교정시설 경비교도대(法務部矯正施設警備矯導隊)는 국가 주요 보안시설인 전국 교도소, 구치소 등의 법무부 교정시설에서 경비임무 및 무장공비로부터 시설 방호의 임무를 수행함을 목적으로 군복무를 하는 법무부 소속의 부대와 그에 속한 대원을 말한다. 2011년 3월 28일 입대한 329기를 끝으로 신규 차출을 중단하여 2012년 12월 27일 폐지되었다.

## 역사
- 1981년 4월 13일: 교정시설경비교도대설치법[2] 제정
- 1981년 7월 31일: 최초 부대 창설
- 2011년 3월 28일: 329기를 끝으로 신규 차출 중단
- 2012년 12월 27일: 폐지

## 차출
육군훈련소 현역병 입대자 중 강제 차출에 의하여 전환복무 하였다. 주특기번호는 대한민국 육군 보병 소총이며, 복무만료 시 예비역 육군 병장에 편입된다.

## 주요 경비교도대 출신인
- 김영철(개그맨) (부산구치소)
- 박서준(탤런트) (청주교도소)
- 김민교(배우)
- 박재정(배우)
- 정우진(배우)

## 같이 보기
- 대한민국 법무부
- 교정본부
- 교도소
- 대한민국 국군
- 대한민국의 병역 제도
- 전환복무